# Gowdagere, Sira
Gowdagere là một làng thuộc tehsil Sira, huyện Tumkur, bang Karnataka, Ấn Độ.